# En himla många program (radio)
En himla många program är en radioserie av och med Galenskaparna och After Shave. Serien sändes i fyra delar 1984 och varje program var en radiokväll i miniatyr. Rollfiguren Allan Preussen, spelad av Claes Eriksson, presenterade de olika inslagen. En figur som dök upp i serien var Enrico, bland annat under rubriken "Hundra instrument och Enrico", som häcklade olika samhällsfenomen. Han dök även upp i ett avsnitt av tv-serien Gladpack.
1989 återanvändes idén till tv-serien En himla många program som sändes i nio avsnitt.